# Rhabdomastix edwardsi
Rhabdomastix edwardsi là một loài ruồi trong họ Limoniidae. Chúng phân bố ở miền Cổ bắc.